# Garvin County
Garvin County är ett administrativt område i delstaten Oklahoma, USA, med 27 576 invånare. Den administrativa huvudorten (county seat) är Pauls Valley.

## Geografi
Enligt United States Census Bureau har countyt en total area på 2 107 km². 2 091 km² av den arean är land och 16 km² är vatten.

### Angränsande countyn
- McClain County - nord
- Pontotoc County - öst
- Murray County - sydost
- Carter County - syd
- Stephens County - sydväst
- Grady County - nordväst

### Städer och samhällen
- Davis (delvis i Murray County)
- Elmore City
- Erin Springs
- Foster
- Katie
- Lindsay
- Maysville
- Paoli
- Pauls Valley (huvudort)
- Stratford
- Wynnewood